# Pigault-Lebrun

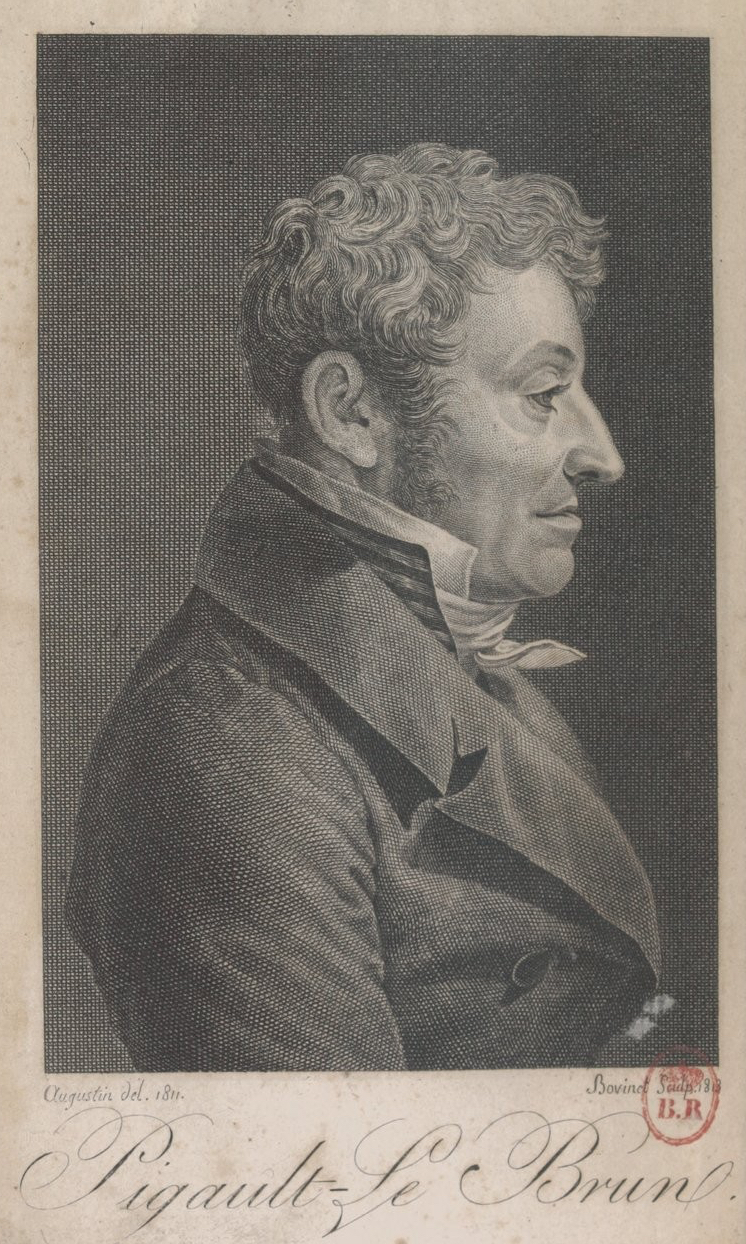
Pigault-Lebrun

Charles-Antoine-Guillaume Pigault de l'Épinoy, más conocido como Pigault-Lebrun, (Calais, 8 de abril de 1753-24 de julio de 1835, La Celle-Saint-Cloud), novelista y dramaturgo francés.

## Biografía
La tradición familiar remonta los antepasados de Pigault-Lebrun a Eustaquio de Saint Pierre. Hijo de un severo magistrado, Pigault estudió con los oratorianos de Boulogne y fue enviado a una casa comercial de Londres, pero, habiendo seducido a la hija de su patrón, y habiendo perecido ella en el naufragio del navío en que se habían fugado ambos amantes, Pigault no quiso volver a Inglaterra y regresó a Calais, donde su padre le hizo encarcelar por medio de una lettre de cachet, esto es, una orden reservada. Tras dos años de cautividad, entró en la policía real, pero fue otra vez encarcelado por una aventura amorosa, de nuevo a petición de su severo padre. Esta segunda cautividad duró otros dos años, al cabo de los cuales se fugó e hizo actor en provincias; pero, siempre metido en líos de faldas, sedujo en París a la hija de un obrero y llevándola a Holanda, se casó con ella en Bruselas y tras pasar a Lieja, se mantuvo dando clases de francés y representando piezas teatrales que él mismo componía, entre ellas Il faut croire à sa femme, comedia en verso y en un acto de 1786.
Mientras tanto su padre le hizo borrar de los registros de estado civil de Calais, como si nunca hubiese existido. Pese a sus protestas, el Parlamento de París confirmó su muerte, así que tuvo que cambiar de nombre y de Pigault de l’Épinoy llegó a ser Pigault-Lebrun. La toma de la Bastilla le salvó de otra detención. Lleno de ira compuso sobre sus propias aventuras una comedia en cinco actos y prosa titulada Charles et Caroline y la llevó al Teatro de Variedades del Palacio Real (antiguo Théâtre des Variétés-Amusantes) en 1789 y 1790. A pesar de las pésimas interpretaciones y la debilidad de las caracterizaciones, recibió una espléndida acogida a causa de su realismo. El autor fue admitido en el Théâtre-Français al mismo tiempo como rector, director de escena y actor, a pesar de que se comprometió con los dragones como subteniente y se batió en la batalla de Valmy. Tras una misión en Saumur, (1793), abandonó el servicio militar. 
Al año siguiente publicó una novela de aventuras, una de las que más estuvo en boga, L’Enfant du carnaval, por el que recuperó de mala gana el afecto de su padre, quien lo reconoció en su testamento como si fuese un alnado o bastardo, por más que Pigault-Lebrun no quisiese tener ya nada que ver con él. Tuvo también mucho éxito su novela Métusko ou Les polonnais (1800), traducida a muchas lenguas. En 1806 obtuvo un empleo en la administración de aduanas que no abandonó hasta 1824. Sirvió además como bibliotecario de Jérôme Bonaparte, rey de Westfalia. Amigo personal y colaborador del gran actor Talma, conoció una vejez patriarcal entre sus hijos y nietos. Su hermano pequeño, Pigault-Maubaillarcq, fallecido en 1839, publicó dos novelas góticas a la manera de Ann Radcliffe: La famille Wieland (Paris, 1809, 4. vols.) e Isaure d’Aubigné (1812, 4 vols.). Es el abuelo de Émile Augier y el tatarabuelo de Paul Déroulède y Émile Guiard.
Tenía cerca de cuarenta años cuando escribió su primera novela, pero eso no le impidió incluir indecencias y extravagancias a la moda, llegando a veces a la grosería. De ideología libertina, odiaba todo tipo de opresión política, moral o religiosa. Sus novelas son muy movidas, llenas de peripecias y aventuras, de una imaginación fecunda e incansable, llenas de alegría, y abunda a veces la sensibilidad y la agudeza; esta vivacidad se refleja también en el estilo, descuidado e incorrecto a veces. Escribió, entre otras cosas, una poco valiosa Histoire de France (8 vols. 1823-28). Sus Obras completas se publicaron en 21 volúmenes (1822-24).

## Obra
- Œuvres complètes, Paris, 1822-1824, 20 v.

### Novelas
- L’Enfant du carnaval, histoire remarquable, et sur-tout veritable, pour servir de supplément aux Rapsodies du jours (1796)

- Les Barons de Felsheim (1798)

- Angélique et Jeanneton (1799)

- Mon oncle Thomas (1799)

- Les Cent-vingt jours, ou les quatre novelles (1799)

- La Folie espagnole (1799)

- M. de. Kinglin, ou La precience (1800)

- Théodore, ou Les Péruviens (1800)

- Métusko, ou Les polonais (1800)

- Adéle et d'Abligny  (1800)

- M. Botte (1802)

- Jérôme (1804)

- La Famille Luceval, ou Mémoires d’une Jeune Femme qui n’était pas jolie (1806)

- L’Homme à projets (1807)

- Une Macédoine (1811)

- Tableaux de société (1813)

- Adélaïde de Méran (1815)

- Le Garçon sans souci (con R. Perrin), 1816.

- M. de Roberval et l’Officieux (1818)

- L’Homme à projets et Nous le sommes tous (1819)

- L’Observateur, ou monsieur Martin (1820).

- Le Beau-père et le gendre, avec son gendre Augier (1820)

- La Sainte-Ligue (1829).

### Teatro
- Théâtre. París: Barba, 1806, 6 v.

- - I: Il faut croire à sa femme. Le Jaloux corrigé. Le Pessimiste. La Joueuse. L’Orpheline.
  - II: Le Marchand provençal. Charles et Caroline. L’Amour et la Raison.
  - III: La Mère rivale. Contre-temps sur contre-temps. Les Dragons et les Bénédictins. Les Dragons en cantonnement.
  - IV: L’Orphelin. Le Divorce. Les Empiriques.
  - V: Le Blanc et le Noir. Les Sabotiers. L’Esprit follet.
  - VI: Le Major Palmer. Claudine de Florian. La Lanterne magique. Les Rivaux d’eux-mêmes.

- Le Pessimiste, comédie en un acte, en vers (1789)

- L’Amour et la Raison, comédie en un acte, en prose (1791)

- Les Dragons et les Bénédictines, vaudeville (1791)

- Les Dragons en cantonnement, vaudeville (1794)

- Les Rivaux d’eux-mêmes, comédie en un acte, en prose (1798)...

### Otros
- Mélanges littéraires et critiques 1816, 2 v.
- Le Citateur 1803, 2 v. colección de citas contra la religión cristiana tomadas en gran parte de Voltaire y comentarios del autor, publicado con sus iniciales P-T L.B. y condenado durante la Restauración, pero numerosas veces reimpreso desde 1830.

- Histoire de France abrégée, à l’usage des gens du monde 1823-28, 8 v. obra que llega solamente hasta la muerte de Enrique IV.

- Contes à mon petit-fils 1831, 2 v.